# Ruganzu II

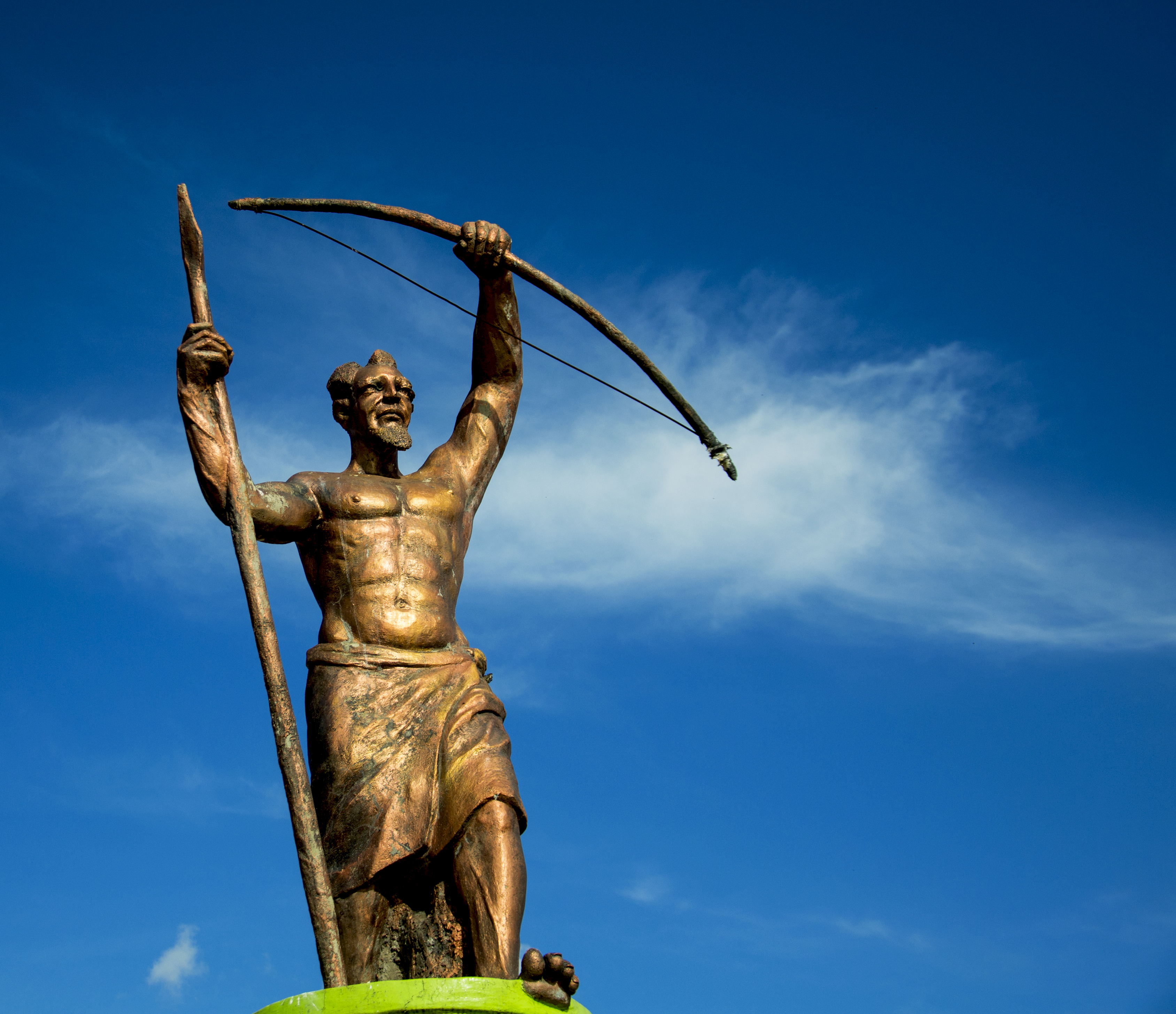
Ruganzu II

Ruganzu II Ndoli – władca (mwami) Rwandy w latach 1600–1624 lub 1510–1543 (według A. Kagame)
Był synem Ndahiro II. Po długoletnim pobycie na wygnaniu w królestwie Karagwe powrócił do Rwandy i - korzystając z pomocy stronnictwa popierającego rodzimą dynastię - koronował się na króla. Ustanowił też nowy bęben królewski, Karinga, w miejsce poprzedniego, złupionego podczas jednego z najazdów. W wyniku licznych zwycięskich kampanii wojennych znacznie rozszerzył granice państwa. Zawarł także przymierze z Burundi.
Jest uznawany za najwybitniejszego władcę Rwandy. Z jego postacią związanych jest wiele mitów i legend.